# Наманган
Наманґан (узб. Namangan) — місто в Узбекистані, адміністративний центр Наманганської області. Населення міста становить 640 тис. осіб (2021 рiк).

## Назва
Назва міста походить з перської мови та пов'язана з видобутком кам'яної солі (перс. نمک‌کان (наман кан) — соляна копальня).

## Географія
Місто розташовується у північній частині Ферганської долини, на висоті 450 м над рівнем моря.
Наманган межує з Касансайським та Янгікурганським районами на півночі, на сході — з Уйчинським, а на заході — з Туракурганським районом.

### Клімат
| Клімат                | Клімат | Клімат | Клімат | Клімат | Клімат | Клімат | Клімат | Клімат | Клімат | Клімат | Клімат | Клімат | Клімат |
| Показник              | Січ.   | Лют.   | Бер.   | Квіт.  | Трав.  | Черв.  | Лип.   | Серп.  | Вер.   | Жовт.  | Лист.  | Груд.  |        |
| Середній максимум, °C | 4      | 6      | 12     | 20     | 25     | 31     | 33     | 32     | 26     | 20     | 13     | 7      |        |
| Середній мінімум, °C  | −4     | −2     | 3      | 9      | 13     | 19     | 21     | 19     | 14     | 8      | 3      | −1     |        |
| Норма опадів, мм      | 29.9   | 6.5    | 11.7   | 9.2    | 106.1  | 7.4    | 2.9    | 4      | 5      | 8.7    | 8.3    | 13.4   |        |
| --------------------- | ------ | ------ | ------ | ------ | ------ | ------ | ------ | ------ | ------ | ------ | ------ | ------ | ------ |
| Джерело:              |        |        |        |        |        |        |        |        |        |        |        |        |        |

## Демографія
Наманган є третім за чисельністю населення містом в Узбекистані, після Ташкента й Самарканда , а також  другим за темпами приросту населення. Станом на 2021 рік у Намангані мешкають 644 800 осіб. Етнічну більшість — 95,9% — становлять узбеки. 

## Соціальна сфера
Надання загальної освіти забезпечують педагоги у 48 школах міста, а спеціалізовану загальну підготовку можна здобути у 8 колегіумах та двох ліцеях. Також у місті діють три вищих навчальних заклади: Наманганський державний університет, інженерно-технологічний та інженерно-педагогічний інститути.

## Пам'ятки
- Мавзолей Ходжамни-Кабри, зведений в XVIII столітті під керівництвом відомого майстра Мухаммада Ібрагіма, сина Абдурахіма. Мавзолей був побудований в ті часи, коли Наманган перетворювався в один з великих міст Ферганської долини. Химерна теракота, тіснена Багатобарвної поливної облицюванням, прикрашає будівлю мавзолею.

- Медресе Мулли-Киргиза (1910 рік), мечеть Атавалихона, мечеть Аттавалик-Хонтур і мечеть Мулли Бозора Охунда.

- Будинок Султана Ахмедова (XIX століття).

- Наманганський парк, заснований в 1884 році, був спочатку садом повітового начальника. Він став доступний для жителів міста тільки після Жовтневої революції 1917 року. З 1938 року парк носив ім'я А.С. Пушкіна, а після придбання Республікою Незалежності в 1991 році отримав ім'я Бабура. Він розташований в центрі міста, до нього ведуть 12 міських вулиць, а його територія становить близько 14 га.

- Національний історичний музей Намангана, а також арка Намангана (фортеця та цитадель) знаходяться в теперішньому парку Бабура. Під час повстання в Намангані антирадянських елементнів цитадель служила місцем укриття червоноармійців. Пізніше арк був зірваний, що залишилися фрагменти вкрай незначні.

- Державний музей історії та культури Наманганської області

## Транспорт
Наманган обслуговується аеропортом Наманган, який розташований в 12 км від центру міста. У місті є власний залізничний вокзал, який був побудований у 1912 році. В даний час він приймає пасажирів лише два дні на тиждень. Послуги таксі та автобусів надаються приватними організаціями, але всі вони використовують схожий маршрут і модель оплати.